# Daniel Drepper

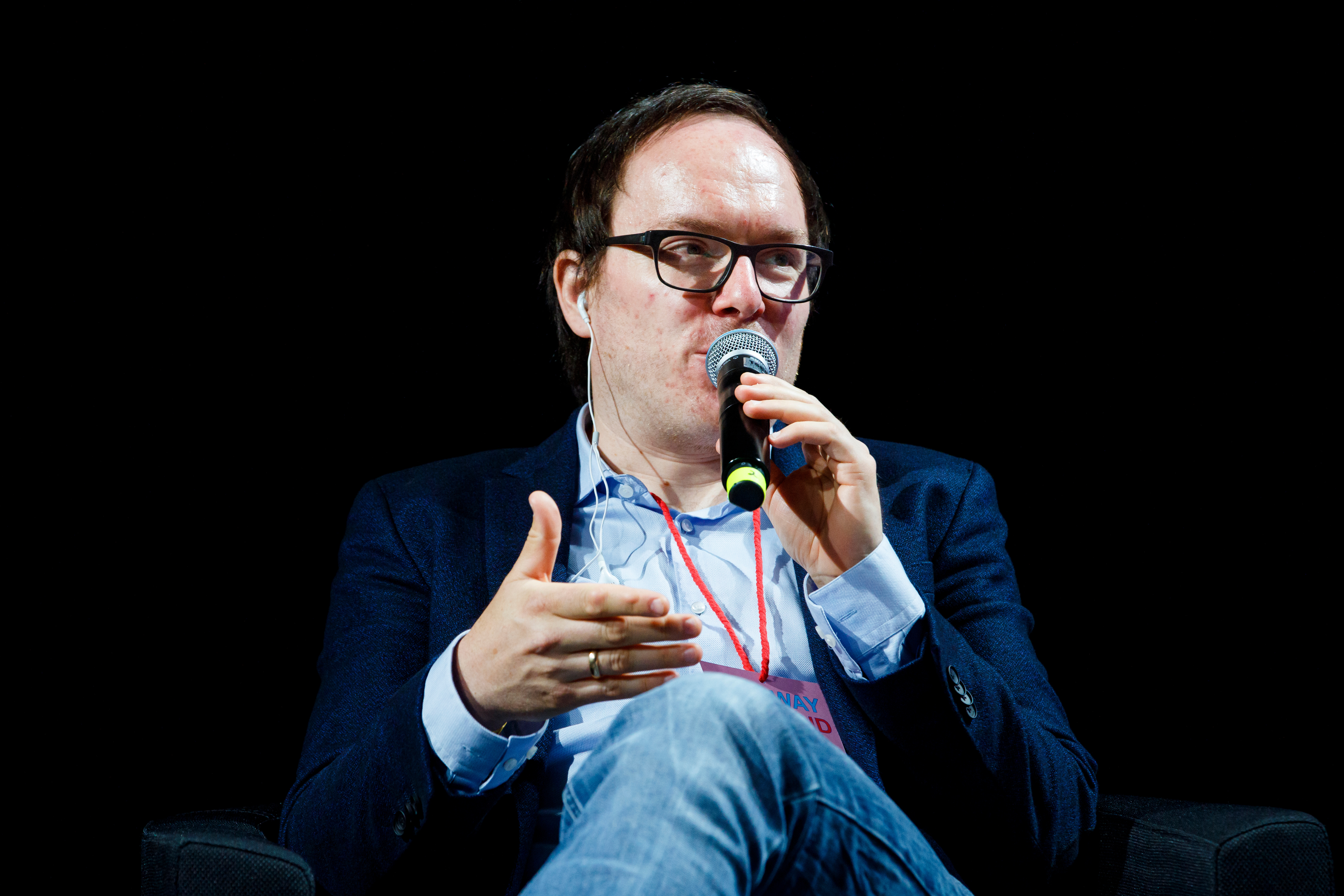
Drepper auf der Re:publica (2022)

Daniel Drepper (geboren im Januar 1986 in Ahlen) ist ein deutscher Investigativjournalist
und Nieman Fellow 2025/26.

## Leben
Nach dem Abitur studierte Drepper Journalistik und Sport an der TU Dortmund, wo er mit einer Diplomarbeit über das Informationsfreiheitsgesetz sein Studium 2013 abschloss. Bis Ende Mai 2014 war er Fellow am Stabile Center for Investigative Journalism an der Columbia University Graduate School of Journalism und Scholar am Brown Institute for Media Innovation der Columbia University in New York City, ein Forschungsinstitut, das Projekte an der Schnittstelle von Journalismus und Technologie fördert.
Während seines Studiums absolvierte er ein Volontariat bei der Tageszeitung Main-Post und schrieb als freier Journalist für überregionale Medien wie Die Zeit, FAZ, Spiegel Online und den WDR. Von 2010 bis 2013 arbeitete er freiberuflich für das Recherche-Ressort der heutigen Funke-Mediengruppe.
Im Jahr 2014 war Drepper einer der Mitgründer des gemeinnützigen Recherchezentrums Correctiv. Ab 2017 war er Chefredakteur von BuzzFeed News Deutschland (später: Ippen Investigativ). Nach dem Eklat um die von Verleger Dirk Ippen ohne inhaltliche Begründung untersagte Veröffentlichung der Recherchen seines Teams zu Vorwürfen gegen den früheren Bild-Chefredakteur Julian Reichelt verließen Drepper, Juliane Löffler, Marcus Engert und Katrin Langhans Ippen Investigativ. Drepper wechselte im April 2022 zur Recherchekooperation von NDR, WDR und Süddeutscher Zeitung, deren Leiter er von Ende 2023 bis Frühjahr 2025 war.
Als investigativer Journalist konzentriert sich Daniel Drepper auf Themen wie Arbeitsausbeutung, Machtmissbrauch und Umweltverbrechen. Er ist zudem seit 2021 Vorsitzender des Vereins Netzwerk Recherche. Im Jahr 2016 veröffentlichte er das Sachbuch Jeder pflegt allein über schlechte Arbeitsbedingungen in deutschen Pflegeheimen.
Für seine Arbeit wurde er mehrfach ausgezeichnet. Er erhielt 2013 zusammen mit Niklas Schenck den zweiten Preis des Wächterpreises für eine Artikelserie in der WAZ-Gruppe zur intransparenten Olympiasportförderung und 2015 im Team den Ernst-Schneider-Preis in der Kategorie Print für die Artikelserie Tödliche Keime, die in Die Zeit erschien. Das Medium Magazin zeichnete ihn 2018 als Chefredakteur des Jahres aus. Drepper und sein Team von Ippen Investigativ wurden mit dem Titel „Journalistinnen und Journalisten des Jahres 2021“ ausgezeichnet. Die Jury würdigte, dass sie die Ergebnisse ihrer Recherche in der Affäre um Julian Reichelt trotz des Vetos ihres Verlegers Dirk Ippen an die Öffentlichkeit gebracht haben. Sie hätten damit „ein wichtiges Signal für Pressefreiheit und investigativen Journalismus“ gesetzt.

## Buchveröffentlichungen
- Jeder pflegt allein: Wie es in deutschen Heimen wirklich zugeht – Eine Reportage, Correctiv, Essen 2016, ISBN 978-3-9817400-1-1
- Mit Lena Kampf: Row Zero, Eichborn-Verlag, 2024, ISBN 978-3-8479-0178-5